# Shigeo Fukuda
Shigeo Fukuda (jap. 福田繁雄 Fukuda Shigeo; ur. 4 lutego 1932, zm. 11 stycznia 2009) – japoński grafik, plakacista i rzeźbiarz.
W 1956 roku otrzymał dyplom na Tokio National University of Fine Arts and Music. W 1972 zdobył główną nagrodę na Międzynarodowym Biennale Plakatu (kategoria: plakaty o tematyce kulturalnej).
W twórczości posługiwał się złudzeniami optycznymi. Tworzył dwu- i trójwymiarowe obiekty rzeźbiarskie, które w zależności od punktu widzenia dawały wrażenia zmiany kształtu.